# Elofsonella concinna
Elofsonella concinna är en kräftdjursart som först beskrevs av T. R. Jones 1857.  Elofsonella concinna ingår i släktet Elofsonella och familjen Hemicytheridae. Arten är reproducerande i Sverige. Inga underarter finns listade i Catalogue of Life.